# 池澤孝之
池澤 孝之（いけざわ たかし、1976年7月1日 -）は、日本の音楽プロデューサー、作曲家、編曲家、マニピュレーター、ギタリスト。合同会社ネオフォノ代表。

## 主な参加作品

### アルバム
- MAKAI
  - Frontier（2005年2月9日）共作曲・編曲・演奏（Gt,Pf）
  - Stay True（2007年2月14日）共作曲・編曲・演奏（Gt,Pf）
  - GARDEN（2008年3月5日）共作曲・編曲・演奏（Gt,Pf）
    - ABCマートCMソング『Garden of Love』収録

  - STARS（2008年9月24日）共作曲・編曲・演奏（Gt,Pf）
    - 毎日放送「KOBE COLLECTION2008 AUTUMN/WINTER」オープニングテーマソング『MY ONE STAR feat. LISA』収録

  - LEGEND（2009年3月25日）編曲・演奏（Gt,Pf）
  - COLORS（2010年12月8日）編曲・演奏（Gt,Pf）
  - 7 Years（2011年10月5日）編曲・演奏（Gt,Pf）

- 日之内エミ / ME...
  - 16. TWINKLE STAR feat.日之内エミ (SHINE ON ME ver.)　編曲

- Ryohei
  - Cavaca~Catch the Various Catchy~
    - 2. Sweet Soul Revue-ENGLISH Version-　編曲

  - Cavaca2
    - 5. Goody Goody feat.MAKAI　編曲

  - Cavaca3
    - 2. The People feat.MAKAI　編曲

- アトリエ・ボッサ・コンシャス / 冬ボッサ　補編曲・演奏（Gt）

- 松本隆に捧ぐ-風街DNA- (オムニバス)
  - 7. Romanticが止まらない（玉置成実）　カバー編曲

- トベタ・バジュン
  - 青い蝶 （2008年11月5日）共編曲
  - African Mode （2010年1月13日）共編曲
  - 空気のおんがく （2010年9月24日）共編曲
  - SPACE DRIVE （2011年8月10日）共編曲
  - 虹色の夢（こどもの音楽再生基金チャリティーミニアルバム）（2012年8月8日）共編曲
    - 1. 虹色の夢（News23オープニングテーマ曲）　

  - TOKYO GALAXY （2015年9月16日）共編曲
  - すばらしい新世界 （2021年8月26日）共編曲

- MiM
  - Destiny　編曲・演奏（Gt,Pf）
  - Rise　編曲・演奏（Gt,Pf）
  - Brand New Me　作曲・編曲・演奏（Gt,Pf）
  - Define　作曲・編曲・演奏（Gt,Pf）

- JiLL-Decoy association / ジルデコ3（2010年2月3日）共編曲

- Sky
  - 相支相合（2010年6月30日 編曲・演奏（Gt,Pf）
    - 朝日放送『朝だ!生です旅サラダ』2010年7 - 9月度EDテーマ 「ヒコーキ雲」

  - Regards（2017年） 
    - 1.円　編曲・演奏（Gt,Pf）

- 青山テルマ
  - Party Party~Thelma Remix~
    - 1. HIGHER (MAKAI Remix)  編曲・演奏（Gt,Pf）

  - LOVE!2-THELMA BEST COLLABORATIONS-
    - 9. Garden of Love feat.青山テルマ 編曲・演奏（Gt）

- 加賀美セイラ / Celebration
  - 5. Super Special 編曲・演奏（Gt,Pf）

- Francfranc’s BEST Beautiful Covers
  - 1. Complicated /MAKAI feat. Mary 編曲・演奏（Gt,Pf）

- Francfranc’s BEST Beautiful Covers 2 bitter & sweet
  - 3. Breakout / MAKAI feat. Mary 編曲・演奏（Pf）

- MAX / NEW EDITION 〜MAXIMUM HITS〜
  - 2. Love is Dreaming (Takashi Ikezawa MIX)  編曲
  - 3. Shinin' on - Shinin' love (Takashi Ikezawa MIX)  編曲

- 丹下桜 / shooting star（2015年3月18日） 
  - 2. shooting star  編曲・演奏（Gt,Pf）
  - 3. my little love  編曲・演奏（Gt,Pf）

※作編曲が一部のみの作品も含む

### シングル・リミックス・その他
- LISA / tomorrow -MAKAI remix-
- DOUBLE / Emotions (MAKAI remix)
- Mary / Heaven In The Sky feat. MAKAI
- 青山テルマ
  - I☆You
  - HIGHER -MAKAI Remix-
- 玉置成実
  - 願い星
    - Wii(R)用ファンタジーRPG 「アークライズファンタジア」イメージソング
- nami / 愛しさのゆくえ　作曲・編曲
- 加賀美セイラ / Super Special　編曲・演奏（Gt）
  - TVアニメ『CHAOS;HEAD』エンディングテーマ
- Sky / 花と幹 -Orchestra Ver.- 編曲・演奏（Gt,Pf）
  - 朝日放送 環境キャンペーン『ガラスの地球を救え』2010テーマソング
- Chiyo+　/ ふたりぼっち　編曲
- ノースリーブス / 錯覚　編曲
- MAKAI
  - SUMMER LOVE feat. JYONGRI 編曲・演奏（Gt）
  - DAYDREAMS feat.YUKA from moumoon 編曲・演奏（Pf）
- Cupitron / ユニコーンパレード
  - 1. ユニコーンパレード  演奏（Gt）
  - 2. First Contact  演奏（Gt）
- Cupitron / バッテリー
  - 1. バッテリー  編曲・演奏（Gt）
- hilcrhyme / WARAE〜In The Mood〜 （2016年11月16日） 
  - 1. WARAE〜In The Mood〜   共編曲

### 映画音楽
- 西の魔女が死んだ（フォレスト・ストーリー, 2008年）音楽制作協力
- バオバブの記憶　音楽制作制作協力

### ゲーム音楽
- THE IDOLM@STER MASTER SPECIAL 02 / 黎明スターライン 演奏（Gt）
- 塊魂 / カタマりたいの（Vo:浅香唯）　演奏（Gt）
- みんな大好き塊魂
  - ヒューストン　演奏（Gt）
  - 天使の雨（Vo:YOU）　演奏（Gt）
- 僕の私の塊魂 / カタマリゾート 　演奏（Gt,Cho）
- 塊魂TRIBUTE / カタマリゾート・ソング　（Vo:サイゲンジ）　演奏（Gt,Cho）
- ビューテイフル塊魂 / 恋の稲刈り （歌:石川ひとみ）　演奏（Gt）
- のびのびBOY
  - のびのびガットギター（塊魂〜ロンリーローリングスターより）　編曲・演奏（Gt）
  - のびのびジャズギター 編曲・演奏（Gt）
- 太鼓の達人
  - 12（アーケードゲーム） / 亜空間遊泳ac12.5　演奏（Gt）
  - 13（アーケードゲーム） / 夢色コースターfeat,霜月はるか　編曲・演奏（Gt）
  - ぽ～たぶるDX  / 君のプラネットfeat,霜月はるか　編曲・演奏（Pf,Gt）
  - （アーケードゲーム） / Ignis Danse 演奏（Gt）- 天下一音ゲ祭（全日本アミューズメント施設営業者協会連合会）ブロック決勝課題曲
  - ドンダフルフェスティバル　/ 夢うつつカタルシス 演奏（Gt）,河童の皿はこんなにも 演奏（Vo）
- RIDGE RACER STEPS -GMT remix-  演奏（Gt） - 『太鼓の達人』『グルーヴコースター（アーケード版）』『maimai GreeN PLUS』